# Brigitte Cuypers
Brigitte Cuypers, ook bekend als Brigette, (Kaapstad, 3 december 1955) is een voormalig tennisspeelster uit Zuid-Afrika.
Cuypers werd driemaal nationaal kampioen van Zuid-Afrika, in 1976, 1978 en 1979.
In 1975 en 1977 kwam zij vijf maal uit voor Zuid-Afrika op de FED-Cup, waarbij zij eenmaal won.